# Дьяволова нога
«Дьяволова нога» (англ. The Adventure of the Devil's Foot) — один из 56 рассказов английского писателя Артура Конана Дойля о сыщике Шерлоке Холмсе. Впервые вышел в сборнике «Его прощальный поклон». Сам автор поставил этот рассказ на девятое место в его списке из 12 лучших рассказов о Шерлоке Холмсе.

## Сюжет
Холмс отдыхает на корнуольском побережье у Маунтс-Бей, когда к нему обращается за помощью Мортимер Тридженнис: его два брата сошли с ума, а сестра умерла прямо за столом с искажённым лицом, хотя накануне вечером Мортимер был у них в гостях, и ничто не предвещало трагедии. Вскоре таким же образом умер и сам Мортимер Тридженнис. Выясняется, что смерть двух людей и сумасшествие братьев было вызвано ядовитым порошком растения «Корень Дьяволовой ноги» (в реальности такого растения не существует). Корень формой напоминает ногу — отсюда и название. Получаемый из него красно-бурый порошок используется африканскими колдунами. При нагревании порошок возбуждает нервные центры, в результате чего испытуемый человек умирает либо сходит с ума. Проверяя действие порошка на себе, Холмс и Ватсон едва не погибли. С помощью порошка, украденного у путешественника Леона Стерндейла, Тридженнис ради наследства лишил двух своих братьев разума, а сестру убил. Стерндейл, любивший отравленную девушку, по описанию картины происшествия понял, что случилось, и отомстил Мортимеру за её смерть, насыпав такого же порошка ему в лампу. Выслушав признание Стерндейла, Холмс решает не задерживать его.